# Bulbophyllum sessiliflorum
Bulbophyllum sessiliflorum é uma espécie de orquídea (família Orchidaceae) pertencente ao gênero Bulbophyllum. Foi descrita por Kraenzl. em 1896.